# Olaus Petri kyrka, Stockholm
Olaus Petri kyrka, är en kyrkobyggnad i Oscars församling. Den ligger på Armfeltsgatan 2 i stadsdelen Ladugårdsgärdet, Stockholm. Arkitekt är Peter Celsing. Kyrkan invigdes 1959.

## Kyrkobyggnaden
Kyrkan är integrerad i den norra delen av en lätt svängd hyreshuslänga. I byggnaden finns, förutom kyrkan och ett trettiotal bostadslägenheter, församlingslokaler för barn-,  ungdoms-, kör- och äldreverksamhet samt en gymnastiklokal. Till vardags kallas kyrkan vanligtvis OP.
Arkitekten Peter Celsings intention var att skapa ett kyrkorum för att kunna möta den andaktssökande nutidsmänniskan så att hon förnimmer att "här är helig plats och här bor förvisso Gud". 
Byggnaden uppfördes av ingenjör Nils Nessen och för kyrkans konstnärliga utsmyckning ansvarade professor Olle Nyman, silversmeden Sigurd Persson, samt textilkonstnärerna Märta Gahn och Sofia Widén.
Kyrkodelen av byggnaden markeras av ett begränsat antal fönster och ett stort vitt kors i betong snett framför gaveln. På södra sidan en fristående vitt klockstapel i betong, med tre klockor. På södra långsidan finns två fönsterrader.
Kyrkorummet är rektangulärt, med lägre takhöjd längs tre sidor och däremellan ett högre rum med altaret vid långväggen.

## Inventarier

### Orgeln
Orgeln står till vänster om altaret väl synlig för församlingen. Den är från
Åkerman & Lund Orgelbyggeri, gjord 1961 och har 16 stämmor. Orgeln är mekanisk.
| Huvudverk I  | Bröstverk II    | Pedal         | Koppel |
| Rörflöjt 8´  | Bourdon 8´      | Subbas 16´    | I/P    |
| Principal 4´ | Coppula 4´      | Gedacktbas 8´ | II/P   |
| Flöjt 4´     | Rörquint 2 2/3´ | Nachthorn 2´  | II/I   |
| Waldflöjt 2´ | Principal 2'    | Skalmeja 4´   |        |
| Mixtur III   | Ters 1 3/5'     |               |        |
| Fagott 8'    | Nasat 1 1/3'    |               |        |
|              | Tremulant       |               |        |

### Dopfunten
Dopfunten, en av kyrkans sevärdheter, är tillverkad i en enhet av vit
Ekebergsmarmor i formen av ett ägg och väger ca 1,5 ton. På medeltida vis är den placerad vid ingången.

### Altaret
Altaret har ett fristående altarbord i slipad diabas vilande på fem runda pelare i vit marmor. Altaret smyckas av ett kraftigt kors i silver av
Sigurd Persson.

### Dekorationerna
Ovanför altaret i rummets mitt finns en takmålning på trä av Olle Nyman.